# Даблацихе
Даблацихе (груз. დაბლაციხე) — село в Грузії.
За даними перепису населення 2014 року в селі проживає 279 осіб.